# De viaje (álbum)
De viaje es el título del segundo álbum de estudio grabado por el dúo musical Sin Bandera. Fue lanzado al mercado bajo el sello discográfico Sony Discos el 21 de octubre de 2003. El álbum De viaje fue producido nuevamente por el músico, cantautor, compositor, arreglista y productor musical mexicano Áureo Baqueiro y cuenta con 16 canciones de la autoría de Leonel García y Noel Schajris. El álbum ganó el Premio Grammy Latino al Mejor Álbum Pop Vocal por un Dúo o Grupo en los 5°. edición de los Premios Grammy Latinos celebrada el miércoles 1 de septiembre de 2004.

Este álbum se desprenden 7 sencillos: «Amor real», tema principal de la telenovela mexicana de la cadena Televisa del mismo título Amor real (2003), bajo la producción de Carla Estrada, protagonizada por Adela Noriega, Fernando Colunga y Mauricio Islas, «Mientes tan bien», «De viaje», «Qué lloro», «Magia», «ABC» y «Contigo».

## Lista de canciones

### CD
| De viaje |                                                                                          |                               |          |  |
| N.º      | Título                                                                                   | Escritor(es)                  | Duración |  |
| 1.       | «De viaje»                                                                               | Leonel García · Noel Schajris | 4:14     |  |
| 2.       | «Amor real»                                                                              | Leonel García · Noel Schajris | 4:04     |  |
| 3.       | «Ven»                                                                                    | Leonel García · Noel Schajris | 3:46     |  |
| 4.       | «ABC»                                                                                    | Leonel García · Noel Schajris | 4:31     |  |
| 5.       | «Contigo»                                                                                | Leonel García                 | 3:59     |  |
| 6.       | «Magia»                                                                                  | Leonel García · Noel Schajris | 4:43     |  |
| 7.       | «Bien»                                                                                   | Leonel García · Noel Schajris | 3:56     |  |
| 8.       | «Qué lloro»                                                                              | Leonel García                 | 4:02     |  |
| 9.       | «Canción para los días lluviosos»                                                        | Leonel García · Noel Schajris | 3:55     |  |
| 10.      | «Mientes tan bien»                                                                       | Leonel García                 | 3:49     |  |
| 11.      | «Puede ser» (con Presuntos Implicados)                                                   | Leonel García · Noel Schajris | 4:20     |  |
| 12.      | «Aquí»                                                                                   | Leonel García · Noel Schajris | 4:48     |  |
| 13.      | «Te esperaré» (Intro)                                                                    | Leonel García · Noel Schajris | 0:32     |  |
| 14.      | «Te esperaré»                                                                            | Leonel García · Noel Schajris | 3:14     |  |
| 15.      | «Suficiente»                                                                             | Leonel García · Noel Schajris | 4:48     |  |
| 16.      | «Tal vez» (Tal vez [4:38] + Silencio [0:41] + Lullaby (Mi Lugar) (Pista oculta) [1:31].) | Leonel García · Noel Schajris | 6:51     |  |
| 65:39    |                                                                                          |                               |          |  |

## Certificaciones
| País   | Organismo certificador | Certificación | Ventas certificadas | Ref.  |
| ------ | ---------------------- | ------------- | ------------------- | ----- |
| México | AMPROFON               | 4× Platino    | 400.000             | [ 3 ] |